# Championnat d'Anguilla de football 2012-2013
La saison 2012-2013 du Championnat d'Anguilla de football est la quatorzième édition de la AFA Senior Male League, le championnat de première division à Anguilla. Les six meilleures équipes de l'île sont regroupées au sein d’une poule unique.
Kicks United est le tenant du titre. L'Attackers FC remporte son quatrième championnat, en terminant premier, seulement un point devant les Roaring Lions et le tenant du titre, Kicks United.

## Les équipes participantes
| \| The Valley : ALHCS Spartan Attackers FC Kicks United The Valley Roaring Lions Doc's United Salsa Ballers \| Localisation des équipes engagées. |
| The Valley : ALHCS Spartan Attackers FC Kicks United The Valley Roaring Lions Doc's United Salsa Ballers                                          |

| Club          | Ville         | Stade               |
| ------------- | ------------- | ------------------- |
| ALHCS Spartan | The Valley    | JRW Park            |
| Attackers FC  | The Valley    | Ronald Webster Park |
| Doc's United  | George Hill   | Ronald Webster Park |
| Kicks United  | The Valley    | Ronald Webster Park |
| Roaring Lions | Stoney Ground | Ronald Webster Park |
| Salsa Ballers | George Hill   |                     |

Légende des couleurs
- Champion en 2011-2012

## Compétition
Le barème utilisé pour établir le classement est le suivant :
- Victoire : 3 points
- Match nul : 1 point
- Défaite : 0 point

### Classement
| Rang | Équipe         | Pts | J  | G | N | P | Bp | Bc | Diff |
| ---- | -------------- | --- | -- | - | - | - | -- | -- | ---- |
| 1    | Attackers FC   | 22  | 10 | 7 | 1 | 2 | 30 | 14 | +16  |
| 2    | Roaring Lions  | 21  | 10 | 6 | 3 | 1 | 30 | 9  | +21  |
| 3    | Kicks United T | 21  | 10 | 6 | 3 | 1 | 29 | 8  | +21  |
| 4    | Salsa Ballers  | 14  | 10 | 4 | 2 | 4 | 22 | 18 | +4   |
| 5    | Doc's United   | 4   | 10 | 1 | 1 | 8 | 11 | 36 | -25  |
| 6    | ALHCS Spartan  | 3   | 10 | 1 | 0 | 9 | 14 | 51 | -37  |

|  | Champion            |
|  | T : Tenant du titre |

## Bilan de la saison
| Championnat d'Anguilla de football 2012-2013 |                         |
| Champion                                     | Attackers FC (4e titre) |
| Dauphin                                      | Roaring Lions           |
| Qualifications continentales                 |                         |
| CFU Club Championship 2013                   | Aucun inscrit           |